# 巴氏標燈魚
巴氏標燈魚（学名：Symbolophorus barnardi）为輻鰭魚綱燈籠魚目灯笼鱼科的其中一種。分布於南半球亞熱帶海域，為深海魚類，棲息深度100-800公尺，體長可達11.6公分。
又稱「閃光魚」，一般生活在水深200米以下，眼下的發光囊每10秒發光1次，休息不發光，發光生物中亮度最光。
共分兩種︰眼燈眼魚和奇眼鯛。
英文為「flashlight fish」，而葡文名稱為「peixe-lanterna」

## 扩展阅读
維基物種上的相關：巴氏標燈鱼